# Provinz Asir
Asir (arabisch عسير, DMG ʿAsīr ‚schwieriges Land‘) ist eine Provinz in Saudi-Arabien. Sie hat eine Fläche von 76.693 Quadratkilometer und 2.024.285 Einwohner (Stand 2022). Hauptstadt ist Abha, die größte Stadt ist Chamis Muschait; im Norden der Provinz liegt die Stadt Bischa.
Die Provinz hat ihren Namen vom arabischen Stamm der Asiri um Abha.
Gouverneur der Provinz ist Turki bin Talal Al Saud, ein Halbbruder des Milliardärs Al-Walid ibn Talal.

## Geografie

### Provinz Asir
Die gebirgige Provinz liegt im Südwesten Saudi-Arabiens. Sie wird im Norden und Westen vom Hedschas, im Osten von der Wüste Rub al-Chali und im Süden vom Jemen und von der Provinz Dschāzān begrenzt. Hinter der Wüste Tihama in der Küstenebene am Roten Meer steigt das Bergland bis zu einer Höhe von über 3000 Metern an. Durch das relativ milde und feuchte Klima ist die Region ein Zentrum der Landwirtschaft und der Viehzucht in Saudi-Arabien. Die 2200 Meter hoch gelegene Hauptstadt Abha ist von einer Bergkulisse umgeben. Im Bau- und im Lebensstil sind überall jemenitische Einflüsse sichtbar. Der Asir-Nationalpark zeigt die zerklüftete Bergwelt der Provinz von seiner schönsten Seite. Eine Sehenswürdigkeit ist auch das kleine verlassene Bergdorf Habala, das an eine steile Felswand gebaut ist. In der Vergangenheit war es nur über eine Strickleiter zugänglich. Tatsächlich kommt der Name Habala von dem arabischen Wort für Seil. In den 1990er Jahren wurde im Zuge der Förderung des Tourismus eine Seilbahn gebaut.

### Region Asir
Die Provinz ist nicht identisch mit der historischen Region Asir, die Provinz ist wesentlich kleiner. Die Region hingegen erstreckt sich von 21° im Norden bis 17° 31′ im Süden bzw. von 40° 30′ im Westen bis 45° im Osten. Ihren Namen hat sie vom Asir-Gebirge, welches parallel zum Roten Meer verläuft.

## Geschichte
Bereits im 7. Jahrhundert wurden die Juden durch ein Dekret des Kalifen Umar ibn al-Chattab aus Asir und dem Hedschas bzw. von der gesamten Arabischen Halbinsel (außer Jemen) umgesiedelt.
Nachdem das Land seit dem 16. Jahrhundert formal den Osmanen unterstanden hatte, gelang es den Idrisiden von Asir zu Beginn des 20. Jahrhunderts mit italienischer Hilfe, die faktische Unabhängigkeit zu erringen. Als Machtkämpfe unter den Idrisiden ausbrachen, kam das Land 1934 nach dem Saudi-Jemenitischen Krieg zwischen dem Königreich Jemen und den Saudis an Saudi-Arabien. Die immer wieder aufflammenden Grenzkonflikte konnten erst 2000 endgültig bereinigt werden.

## Massentötung von äthiopischen Flüchtlingen
An der jemenitischen Grenze wurden zwischen März und Juni 2023 mindestens mehrere hundert äthiopische Flüchtlinge getötet, die auf diesem Weg versuchten, nach Saudi-Arabien zu kommen. Dabei wurden auch Explosionswaffen genutzt. Seit 2014 werden Flüchtlinge an der jemenitischen Grenze von der saudischen Grenzpolizei erschossen. Die äthiopischen Flüchtlinge werden vorher von jemenitischen Schmugglern und zum Teil mit Hilfe der Houthis an die saudische Grenze zwischen Jemen und den Provinzen Dschazan, Nadschran und Asir gebracht. Die Flüchtlinge, die die Grenze überschreiten, werden beschossen und mit Steinen und Metallstangen geschlagen. Den Aussagen von überlebenden Flüchtlingen nach werden manche Männer dazu gezwungen, Mädchen zu vergewaltigen und exekutiert, wenn sie dies verweigern.

## Brauchtum
Im ʿAsīr-Gebiet wurde lange Zeit eine besonders grausame Form der Beschneidung praktiziert, die auf Arabisch als salch (arabisch سلخ, DMG salḫ ‚Abhäutung, Decutitio‘) bezeichnet wird. Felix Bryk beschreibt diesen Brauch aufgrund osmanischer Quellen wie folgt:

„Die Beschneidung wird bei ihnen im 15. bis 20. Lebensjahr ausgeführt; es wird ein Hautstreifen vom Nabel bis zum Anus entfernt, die Haut am Penis und Skrotum einbegriffen. Das wird coram publico im Stehen ausgeführt, der Operierte hält sich an einer Lanze fest. Der Beschneider kniet vor ihm und trennt mit stumpfem Messer die Haut, Lappen für Lappen ab, die jedesmalige Trophae dem rings versammelten Volke zeigend. Der Beschnittene darf nicht schreien, nicht wehklagen, sonst wird er verachtet und von seiner Braut, die dem Akt beiwohnt, verlassen. Heißes Öl kommt auf die Wunde. Oft sterben die Leute an den Folgen, viele verlassen den Stamm.“

Nach einem Bericht von St John Philby wurde diese Operation im südlichen ʿAsīr noch bis in die 1930er Jahre geübt, und zwar in der Nähe von Abū ʿArīsch, südöstlich von Dschāzān. Die osmanischen Autoritäten führten den Brauch als Beweis der Rückständigkeit der südlichen Araber an und legitimierten damit in den 1870er Jahren ihre Eroberung des Jemen.

## Gouverneure
| Namen                     | Zeitraum  | ernannt von    |
| ------------------------- | --------- | -------------- |
| Khalid bin Faisal Al Saud | 1971–2007 | König Faisal   |
| Faisal bin Khalid Al Saud | 2007–2018 | König Abdullah |
| Turki bin Talal Al Saud   | seit 2018 | König Salman   |

## Trivia
Nach einer Hypothese des libanesischen Historikers Kamal Salibi spielten sich die biblischen Geschichten vor dem babylonischen Exil in Asir ab. Seine These stützt er auf die Tatsache, dass viele arabische Ortsnamen in Asir dieselben Konsonanten haben wie hebräische Ortsnamen in der Bibel und dass semitische Sprachen wie Hebräisch und Arabisch ursprünglich nur mit Konsonanten geschrieben wurden. Außerdem würden die Orts- und Entfernungsangaben im Alten Testament ebenfalls nach Asir passen. Geoarchäologische Untersuchungen zur Überprüfung dieser archäolinguistischen Hypothese waren bisher nicht möglich, da die saudische Regierung Asir für Ausländer zum Sperrgebiet erklärt hat. Die Fachwelt lehnt diese Hypothese weitgehend ab.